# Al Ghaydah
Al Ghaydah (em árabe: الغيضة) é uma cidade no sudeste do Iêmen, capital da província de Al Mahrah. É servida pelo Aeroporto de Al Ghaydah.